# Обеляй
Обе́ляй (лит. Obeliai; до 1917 року Абелі) — місто в Литві, залізнична станція. Населення 1 284 чоловіка (2009). Відоме з 16 століття.

## Населення
| Динаміка населення з 1861 по 2017 |          |          |      |          |
| 1861                              | 1959пер. | 1970пер. | 1976 | 1979пер. |
| 1560                              | 1907     | 1681     | 2000 | 1648     |
| 1989пер.                          | 2001пер. | 2011пер. | 2017 | -        |
| 1804                              | 1371     | 1074     | 885  | -        |
| Гістограма динаміки населення     |          |          |      |          |